# Camelops
Camelops es un género extinto de mamíferos artiodáctilos de la familia de los camélidos, propio del oeste de Norteamérica, de donde desapareció al final del Pleistoceno hace unos 10 000 años. Su nombre deriva del griego κάμελος («camello») y ὀψ («cara»), por lo que viene a significar «cara de camello».
Se conoce poco de las razones de su desaparición, pero ésta hizo parte de la gran extinción de la megafauna norteamericana en la que caballos, mamuts, mastodontes, megaterios, leones cavernarios americanos, osos de cara corta, félidos dientes de sable y un gran número de animales de grandes dimensiones se extinguieron al final de la última glaciación.
Camelops hesternus tenía un tamaño máximo de un poco más de 2,10 m de altura al hombro, haciéndole ligeramente más alto que el camello bactriano de la actualidad. Restos de pastos y otras plantas encontradas en su dentadura sugiere que este animal comía cualquier hierba disponible, de la forma en que lo hacen los camélidos actuales.
Debido a que los tejidos blandos generalmente no se preservan en los restos, no hay certeza de si Camelops poseía una joroba como los camellos del Viejo Mundo o una espalda plana como su pariente sudamericano, la llama.